# La Ferté-Alais
La Ferté-Alais és un municipi francès, situat al departament de l'Essonne i a la regió de Illa de França. L'any 2007 tenia 4.015 habitants. El compositor Marcel Delannoy (1898-1962) hi va néixer.
Forma part del cantó de Mennecy, del districte d'Étampes i de la Comunitat de comunes de la Val d'Essonne.

## Demografia

### Població
El 2007 la població de fet de La Ferté-Alais era de 4.015 persones. Hi havia 1.490 famílies, de les quals 360 eren unipersonals (128 homes vivint sols i 232 dones vivint soles), 373 parelles sense fills, 617 parelles amb fills i 140 famílies monoparentals amb fills.
La població ha evolucionat segons el següent gràfic:
Habitants censats

### Habitatges
El 2007 hi havia 1.672 habitatges, 1.518 eren l'habitatge principal de la família, 62 eren segones residències i 92 estaven desocupats. 1.039 eren cases i 589 eren apartaments. Dels 1.518 habitatges principals, 1.002 estaven ocupats pels seus propietaris, 480 estaven llogats i ocupats pels llogaters i 36 estaven cedits a títol gratuït; 60 tenien una cambra, 175 en tenien dues, 295 en tenien tres, 320 en tenien quatre i 668 en tenien cinc o més. 1.154 habitatges disposaven pel capbaix d'una plaça de pàrquing. A 682 habitatges hi havia un automòbil i a 674 n'hi havia dos o més.

### Piràmide de població
La piràmide de població per edats i sexe el 2009 era:
| Homes | Edats   | Dones |
| ----- | ------- | ----- |
| 0     | 95 o +  | 4     |
| 8     | 90 a 94 | 32    |
| 4     | 85 a 89 | 40    |
| 8     | 80 a 84 | 24    |
| 16    | 75 a 79 | 40    |
| 48    | 70 a 74 | 28    |
| 52    | 65 a 69 | 60    |
| 72    | 60 a 64 | 56    |
| 80    | 55 a 59 | 72    |
| 192   | 50 a 54 | 176   |
| 124   | 45 a 49 | 144   |
| 116   | 40 a 44 | 132   |
| 96    | 35 a 39 | 100   |
| 140   | 30 a 34 | 140   |
| 160   | 25 a 29 | 168   |
| 92    | 20 a 24 | 112   |
| 140   | 15 a 19 | 128   |
| 160   | 10 a 14 | 124   |
| 88    | 5 a 9   | 108   |
| 92    | 0 a 4   | 96    |

## Economia
El 2007 la població en edat de treballar era de 2.671 persones, 2.072 eren actives i 599 eren inactives. De les 2.072 persones actives 1.915 estaven ocupades (977 homes i 938 dones) i 157 estaven aturades (71 homes i 86 dones). De les 599 persones inactives 210 estaven jubilades, 244 estaven estudiant i 145 estaven classificades com a «altres inactius».

### Ingressos
El 2009 a La Ferté-Alais hi havia 1.547 unitats fiscals que integraven 4.020,5 persones, la mediana anual d'ingressos fiscals per persona era de 22.344 €.

### Activitats econòmiques
Dels 206 establiments que hi havia el 2007, 4 eren d'empreses alimentàries, 2 d'empreses de fabricació de material elèctric, 5 d'empreses de fabricació d'altres productes industrials, 17 d'empreses de construcció, 46 d'empreses de comerç i reparació d'automòbils, 11 d'empreses de transport, 12 d'empreses d'hostatgeria i restauració, 4 d'empreses d'informació i comunicació, 17 d'empreses financeres, 12 d'empreses immobiliàries, 29 d'empreses de serveis, 33 d'entitats de l'administració pública i 14 d'empreses classificades com a «altres activitats de serveis».
Dels 57 establiments de servei als particulars que hi havia el 2009, 1 era una oficina d'administració d'Hisenda pública, 1 oficina de correu, 7 oficines bancàries, 1 funerària, 1 taller de reparació d'automòbils i de material agrícola, 1 autoescola, 1 paleta, 1 guixaire pintor, 4 fusteries, 4 lampisteries, 3 empreses de construcció, 3 perruqueries, 3 veterinaris, 10 restaurants, 11 agències immobiliàries, 2 tintoreries i 3 salons de bellesa.
Dels 21 establiments comercials que hi havia el 2009, 1 era un hipermercat, 1 una botiga de més de 120 m², 2 fleques, 3 carnisseries, 1 una peixateria, 3 botigues de roba, 1 una botiga d'equipament de la llar, 1 una sabateria, 1 una botiga d'electrodomèstics, 1 una botiga de mobles, 2 drogueries, 1 una perfumeria i 3 floristeries.

## Equipaments sanitaris i escolars
Els 2 equipaments sanitaris que hi havia el 2009 eren farmàcies.
El 2009 hi havia 3 escoles maternals i 2 escoles elementals. La Ferté-Alais disposava d'un col·legi d'educació secundària amb 436 alumnes.

## Poblacions properes
El següent diagrama mostra les poblacions més properes.